# Rotacijska vlada
Rotacijska vlada je eden izmed načinov tvorjenja vlade v parlamentarnem sistemu. To je vlada, pri kateri se med njenim mandatom posameznik na položaju predsednika vlade zamenja (ali rotira), bodisi znotraj istega političnega bloka bodisi kot del velike koalicije. Daleč največ izkušenj s takšno ureditvijo vladanja ima Izrael. Irska vlada se po tem načinu tvori prvič.
Menjava je običajno vodena z ustavno konvencijo s taktičnim odstopom prvega funkcionarja, da se drugemu omogoči sestava nove vlade. Izrael, ki je mehanizem rotacije vzpostavil leta 1984, ga je leta 2020 kodificiral.
Leta 2021 so rotacijske vlade bile na Irskem, v Izraelu, Maleziji, Severni Makedoniji, Romuniji in Turčiji. Do uspešne rotacije je prišlo le v Izraelu (prvič z rotacijo med Šimonom Peresom in Jicakom Šamirjem in drugič; ko je Jair Lapid 1. julija 2022 zasedel položaj predsednika izraelske vlade, s čimer je izpolnjen dogovor koalicijske vlade); v vseh drugih primerih pa rotacija bodisi še ni bila izvedena ali pa je vlada padla še pred zamenjavo. O rotacijski vladi so razmišljali po nemških zveznih volitvah leta 2005.